# 坎伯蘭-赫斯敦 (新澤西州)
坎伯蘭-赫斯敦（英語：Cumberland-Hesstown）是位於美國新澤西州坎伯蘭縣的普查規定居民點。

## 人口
根據2020年美國人口普查的數據，坎伯蘭-赫斯敦的面積為6.60平方千米，皆為陸地。當地共有人口315人，而人口密度為每平方千米47.73人。